# Elección presidencial de Chile de 1881
La elección presidencial de Chile de 1881 se llevó a cabo por medio del sistema de electores, y dio por presidente al liberal Domingo Santa María, casi sin competidor.
Esta elección ocurre durante el desarrollo de la Guerra del pacífico siendo una situación especial y fuera de lo normal.
La oposición de conservadores y nacionales no lograba ponerse de acuerdo en un candidato único a competir contra el oficialista, Domingo Santa María, finalmente, por sus acciones heroicas en la Guerra del Pacífico, fue nominado por los conservadores el general Manuel Baquedano, sin embargo, los nacionales no le dieron su apoyo, y ante la inminente derrota, prefirió retirar su candidatura.
Finalmente tuvo de todas maneras 12 votos electorales en el colegio electoral de Santiago. Los 38 sufragios restantes corresponden a otros votos objetados, 32 por Santa María y 6 a Baquedano.

## Resultados

### Nacional
|  | 95,51 % |

|  | 4,49 % |

### Por provincia
|                                    | Domingo Santa María                | 11     | 100 %  | 26     | 100 %  | 20       | 100 %    | 25         | 100 %      | 38     | 76 %   | 22         | 100 %      |
|                                    | Manuel Baquedano                   | 0      | 0 %    | 0      | 0 %    | 0        | 0 %      | 0          | 0 %        | 12     | 24 %   | 0          | 0 %        |
| Total de votos electorales válidos | Total de votos electorales válidos | 11     | 100 %  | 26     | 100 %  | 20       | 100 %    | 25         | 100 %      | 50     | 100 %  | 22         | 100 %      |
| Abstención                         | Abstención                         | 1      |        | 1      |        | 4        |          | 2          |            | 7      |        | 2          |            |
| Total de electores                 | Total de electores                 | 12     |        | 27     |        | 24       |          | 27         |            | 57     |        | 24         |            |
| Candidato                          | Candidato                          | Curicó | Curicó | Talca  | Talca  | Linares  | Linares  | Maule      | Maule      | Ñuble  | Ñuble  | Concepción | Concepción |
|                                    | Domingo Santa María                | 15     | 100 %  | 14     | 100 %  | 17       | 100 %    | 18         | 100 %      | 20     | 100 %  | 21         | 100 %      |
|                                    | Manuel Baquedano                   | 0      | 0 %    | 0      | 0 %    | 0        | 0 %      | 0          | 0 %        | 0      | 0 %    | 0          | 0 %        |
| Total de votos electorales válidos | Total de votos electorales válidos | 15     | 100 %  | 14     | 100 %  | 17       | 100 %    | 18         | 100 %      | 20     | 100 %  | 21         | 100 %      |
| Abstención                         | Abstención                         | 0      |        | 1      |        | 1        |          | 0          |            | 1      |        | 0          |            |
| Total de electores                 | Total de electores                 | 15     |        | 15     |        | 18       |          | 18         |            | 21     |        | 21         |            |
| Candidato                          | Candidato                          | Arauco | Arauco | Biobío | Biobío | Valdivia | Valdivia | Llanquihue | Llanquihue | Chiloé | Chiloé |            |            |
|                                    | Domingo Santa María                | 7      | 100 %  | 15     | 100 %  | 6        | 100 %    | 9          | 100 %      | 9      | 100 %  |            |            |
|                                    | Manuel Baquedano                   | 0      | 0 %    | 0      | 0 %    | 0        | 0 %      | 0          | 0 %        | 0      | 0 %    |            |            |
| Total de votos electorales válidos | Total de votos electorales válidos | 7      | 100 %  | 15     | 100 %  | 6        | 100 %    | 9          | 100 %      | 9      | 100 %  |            |            |
| Abstención                         | Abstención                         | 2      |        | 0      |        | 0        |          | 0          |            | 0      |        |            |            |
| Total de electores                 | Total de electores                 | 9      |        | 15     |        | 6        |          | 9          |            | 9      |        |            |            |
| Fuente: Urzúa Valenzuela, 1992.    |                                    |        |        |        |        |          |          |            |            |        |        |            |            |